# Guadalhorce
De Guadalhorce is een rivier in Andalusië, Spanje, die ontspringt in de Sierra de Alhama bij de Alazorespas. Zij mondt uit in de Middellandse Zee bij de stad Málaga. Zij is de langste en waterrijkste rivier van de provincie. De rivier loopt door de 7 km lange kloof Desfiladero de los Gaitanes bij El Chorro en door het stuwmeer Embalses Guadalhorce-Guadalteba bij Ardales.

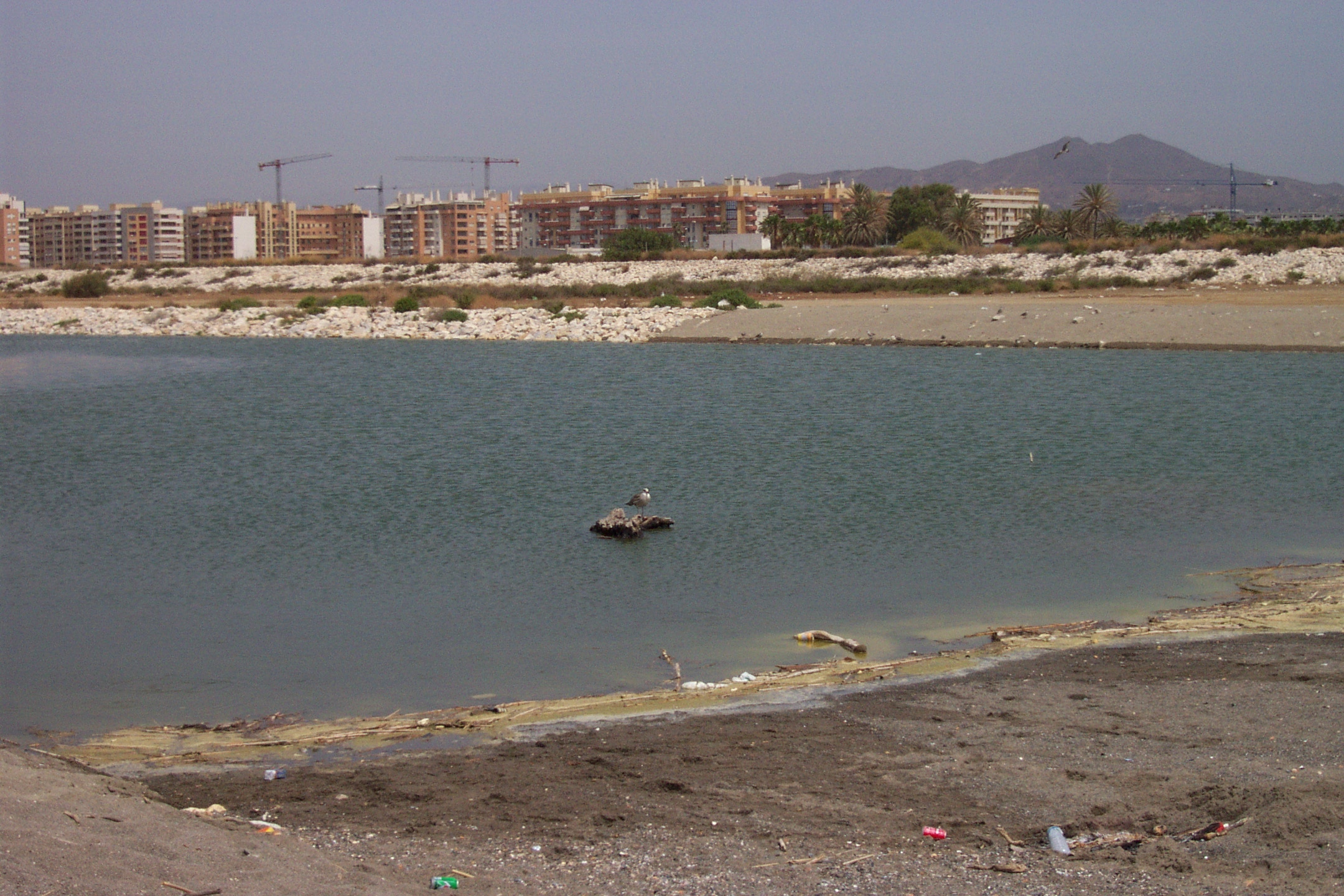
Guadalhorce bij Málaga.
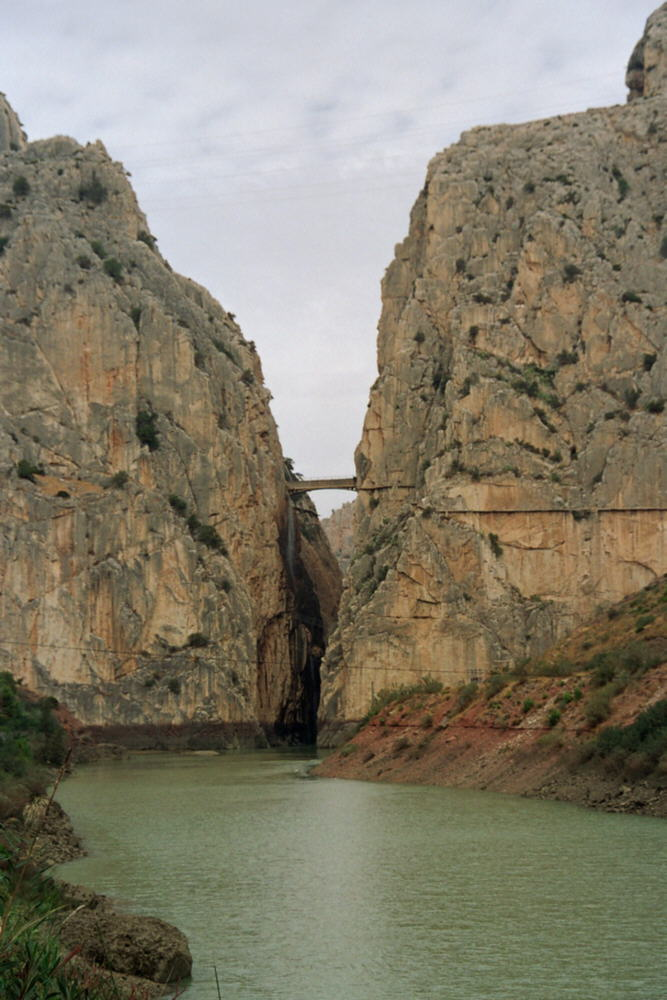
Desfiladero de los Gaitanes

- Gemeinsame Normdatei: 4673308-5
- Virtual International Authority File: 312666372